# もみじ園
もみじ園（もみじえん）は、新潟県長岡市朝日にある庭園。越後長岡百景の一つに選ばれている。

## 概要
明治期に大地主・高橋家の別荘の庭園としてつくられたものであり、樹齢150～200年のもみじやヤマザクラ、カエデ類、ツツジなど多くの植物が植えられている。
もともと巴ヶ丘・高九の別荘と呼ばれて近郷から親しまれていたが、1989年（平成元年）に越路町（当時）が譲り受け、公園として整備を行った。
園内の建物、「巴ヶ丘山荘」は国の登録有形文化財となっている。

## 交通アクセス
- JR信越本線 来迎寺駅より西へ徒歩約10分